# Вугар Асланов

Вугар Асланов

Вугар Асланов (рід. 1964) — письменник з Азербайджану. Пише російською, азербайджанською та німецькою мовами.

## Біографія
Вугар Асланов народився в Геранбой. Він закінчив в 1990 році філологічний факультет Бакинського державного університету. З 1990 року працював у кількох газетах і співпрацював з низкою республіканських видань. Серед них: «Тереггі-Прогрес», «Вишка», «Йол», «Аддим». У 1995 організував літературно-громадську газету «Компас», в 1996 — інформаційно-аналітичне Агентство «Самт» в Баку. Його оповідання й повісті були опубліковані в літературних журналах Азербайджану, як «Літературний Азербайджан», «Азербайджан», «Улдуз», «Чираг». Були опубліковані дві його прозові книги в Баку: «Розвізник молока» («Гянджлік», Баку, 1997) і «Американський розвідник в Азербайджані» («Озан», Баку, 1999). У 1998 році емігрував до Німеччини. У Майнцького університету він вивчав слов'янську філологію, кінознавство. У газетах «Frankfurter Neue Presse[недоступне посилання з червня 2019]», «Neues Deutschland», Frankfurter Rundschau, Thüringer Allgemeine, Salzburger Nachrichten, Tageszeitung та інших були опубліковані його економічно-політичні статті та коментарі про колишніх республіках Радянського Союзу. Крім того, Вугар Асланов проводить численні доповіді та читання своїх літературних творів у різних містах Німеччини. У 2004 році Баварське радіо випустило аудіокнигу повісті Асланова «На бавовняних плантаціях». У 2007 році берлінське видавництво «Wostok» опублікувало збірка його оповідань під назвою «Auf den Baumwollfeldern» («На бавовняних плантаціях»), в 2012 році його роман «Die verspätete Kolonne» (оригінальна назва «Дивізіон»). У 2011 році роман «Дивізіон» був опублікований у видавництві «Алетейя» (Санкт-Петербург). У 2011 році Асланов отримав стипендію Фонду Кіно Землі Гессен за свій сценарій «Служителі Діани» (спільно з Феліксом Ленцом). Романи, повісті та оповідання російською і азербайджанською, п'єси і сценарії російською та німецькою.  

## Роботи

### Публікації російською мовою
Розвізник молока. Розповіді, повість і сценарій. Видавництво «Гянджлік». Баку 1997.
Американський розвідник в Азербайджані. Роман, оповідання, повісті та сценарій. Видавництво «Озан». Баку 1999.
Змінити професію. Повість. Журнал «Літературний Азербайджан». № 4, Баку 1999.
Господар дешевого готелю. Син лікаря. Два оповідання. «Літературний Азербайджан». № 8, Баку 2000.
Господар дешевого готелю. Журнал «Чираг (Журнал Літературного інституту Академії Наук Азербайджану). Баку 2000.
Розвізник молока. Журнал „Літературний європеєць“. № 85, Франкфурт на Майні 2003.
Перегляд фільму. Журнал „Літературний європеєць“. № 92, Франкфурт на Майні 2004.
Розвізник молока. Альманах Літературного товариства німців з Росії. Видавництво „Geest“. Вехта-Лангферден 2005.
На бавовняних плантаціях. Перегляд фільму. Інтернет-альманах „Сніжний кому“.
Дивізіон. Роман про дідівщину і радянсько-афганській війні. Видавництво „Алетейя“, Санкт-Петербург 2011.
Розвізник молока. Журнал „Волга“, № 7-8, Саратов 2015.

### Публікації азербайджанською мовою
- Əbədi mövsüm adamları. „Ulduz“ jurnalı. Nr. 1/2. Bakı, 1998.
- Süddaşıyan. „Azərbaycan“ jurnalı. Nr. 7. Bakı, 1998.
- Tarla xatirələri». «Ulduz» jurnalı. Nr. 10. Bakı, 1999.
- Filmə baxış. «Azərbaycan» jurnalı, Nr. 7. Bakı, 2000.
- Qədr gecəsi. Azərbaycanın ədəbiyyat portalı.
- Abbasla Məhər. «Kaspi» qəzeti, Bakı 2013
- Abbasla Məhər. «Ədalət» qəzeti, Bakı 2013
- Mən və Arno. Ədeəbiyayt qəzeti, Bakı 2015

### Публікації німецькою мовою
- Auf den Baumwollfeldern. Hörbuch. Bayerischer Rundfunk, München 2004.
- Auf den Baumwollfeldern. Verlag Wostok, Berlin 2007.
- Alexander mit dem Hörnchen. Erzählung. Driesch Verlag, Literaturzeitschrift Driesch 7/10/2011, Drösing (Österreich).
- Irrweg durch den Krieg. Erzählung. Driesch Verlag, Literaturzeitschrift Driesch 9/4/2012, Drösing (Österreich).
- Die verspätete Kolonne. Verlag Wostok, Berlin 2012
- Das vierzigste Zimmer. Erzählung. Driesch Verlag, Literaturzeitschrift Driesch 13/4/2013, Drösing (Österreich).

### Фільмографія
Дорога в життя (Der Weg in das Leben). Короткометражна психодрама, 2008. Автор сценарію: Вугар Асланов, режисер: Мерлін Маггі.

## Заслуги
Стипендія Гессенського Фонду Кіно за сценарій художнього фільму «Служителі Діани» (Dianas Bediener), спільно з Феліксом Ленцем.
Мiнi-стіпендия Літературного суспільства Гессен.